# Walter Neul

Walter Neul

Walter Neul (* 12. Oktober 1899 in Großenhain; † 1971) war ein deutscher Politiker (NSDAP).

## Leben und Wirken
Nach dem Schulbesuch absolvierte Neul eine Lehre als Bäcker. Den Ersten Weltkrieg erlebte er bei der Infanterie und wurde mit dem Verwundetenabzeichen und dem Eisernen Kreuz II. Klasse ausgezeichnet. Im Baltikum und in Oberschlesien kämpfte er dann 1919 beim Freiwilligen-Infanterie-Regiment 20 Freikorps Dohna-Schlodien. Anschließend war er in Großenhain als Arbeiter tätig.
Bereits 1922 trat er der NSDAP und der SA bei. 1923 und 1924 diente er erneut bei der Reichswehr. Nach Aufhebung des NSDAP-Verbots trat er zum 19. Juli 1927 der Partei erneut bei (Mitgliedsnummer 64.823) und übernahm nach Neugründung der Großenhainer Ortsgruppe 1927 deren Leitung. Vom November 1929 bis November 1932 vertrat er die NSDAP als Stadtverordneter im Großenhainer Stadtparlament. Nach der „Machtergreifung“ der Nationalsozialisten wurde er im April 1933 Mitglied des Sächsischen Landtags, dem er bis zu dessen Auflösung angehörte.
Bei der Reichstagswahl vom 12. November 1933 wurde Neul für den Wahlkreis 28 (Dresden-Bautzen) als Abgeordneter in den nationalsozialistischen Reichstag gewählt. Diesem gehörte er dann bis zum Zusammenbruch der nationalsozialistischen Herrschaft im Frühjahr 1945 an.
Während des Zweiten Weltkrieges diente Neul als Hauptmann beim Heer. Im Juli 1940 erhielt er das Eiserne Kreuz I. Klasse. Er geriet im Mai 1945 in sowjetische Kriegsgefangenschaft, aus der er erst im Jahr 1953 entlassen wurde. Nachdem er das Grenzdurchgangslager in Friedland bei Göttingen passiert hatte, ließ er sich in Westdeutschland nieder, wo er als Vertreter arbeitete.